# 清水河子

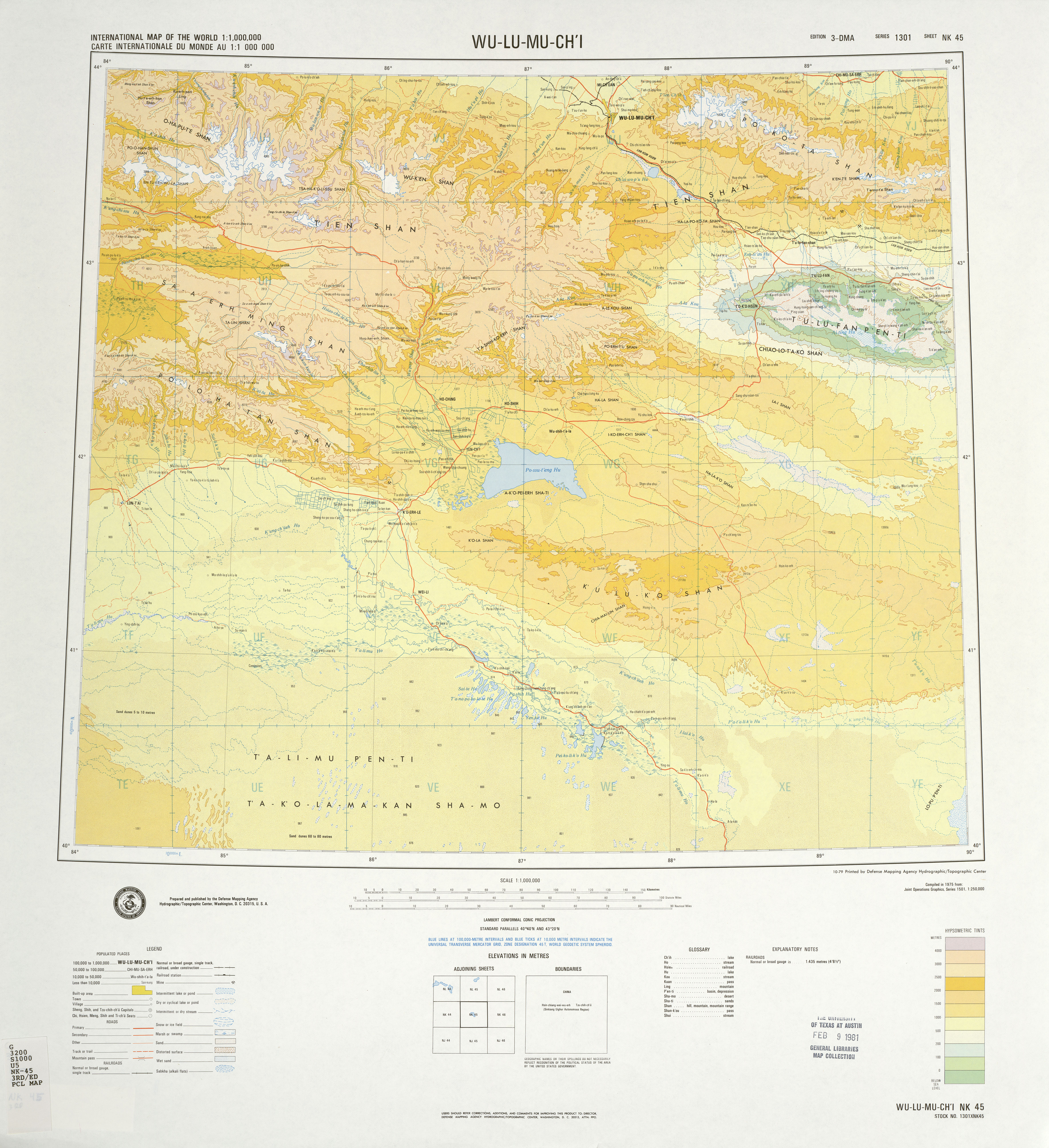
乌鲁木齐地区的地图，清水河子乡（Ch'ing shui ho tzu）位于图中上方，其南方虚线即为清水河子干流。

清水河子，位于中华人民共和国新疆维吾尔自治区昌吉回族自治州玛纳斯县南部地区的一条河流，玛纳斯河右岸支流，发源于依连哈比尔尕山北坡也盖孜达坂附近，河流自南向北流约10千米，在萨尔达腊转向东北，于清水河子哈萨克族乡月牙台子附近转西北流，经清水河子乡政府驻地，于红坑村注入玛纳斯河肯斯瓦特水库库区。河长102千米，流域面积478平方千米，年均径流量1.3亿立方米。流域内盛产碧玉。